# 矢先稲荷神社
矢先稲荷神社（やさきいなりじんじゃ）は、東京都台東区の神社。

## 概要
東京台東区の松が谷の町内の旧浅草松葉町の氏子神社である。浅草名所七福神に含まれている。

## 歴史
寛永19年（1642年）に創建された。江戸幕府第3代将軍徳川家光は京都の三十三間堂に倣って、江戸版ともいえる「浅草三十三間堂」を創建した。その守護神を祀ったのが当社の起源である。通し矢の的の向こう側にあったことから名付けられた。元禄11年（1698年）の火災で、三十三間堂は深川に移転したが、当社はそのまま残った。ちなみに深川の三十三間堂は、廃仏毀釈の影響を受け、1872年（明治5年）に廃寺となっている。
拝殿の格天井には、日本乗馬史をモチーフにした絵が奉納されている。

## 交通アクセス
- 東京メトロ田原町駅より徒歩約8分（経路案内）。
- 東京メトロ稲荷町駅より徒歩約9分（経路案内）。

### 参考
- 松本和也 著『台東区史跡散歩（東京史跡ガイド6）』学生社、1992年